# José Greci
José Greci, pseudonimo di Giuseppina Greci (Ferrara, 10 gennaio 1940 – Roma, 1º giugno 2017), è stata un'attrice italiana.

## Biografia
Figlia del giornalista Luigi Greci, già direttore del Radiocorriere, frequentò tra il 1956 e il 1957 l'Accademia Nazionale d'Arte Drammatica. Esordì con il nome d'arte di José Greci in televisione nello sceneggiato Canne al vento (1958) e nel cinema in Ben Hur (1959), interpretando — non accreditata — il ruolo della Vergine Maria, madre di Gesù Cristo. 
Dopo un'iniziale propensione per i ruoli brillanti come in La cento chilometri (1959) di Giulio Petroni, e di un certo impegno interpretativo come Le italiane e l'amore, episodio Il matrimonio assurdo (1961), per la regia di Carlo Musso), si specializzò durante la prima metà degli anni sessanta nel genere peplum, facendo spesso da partner femminile ai vari Maciste, Ursus, Ercole, e nella seconda metà in spy stories di prevalente produzione italiana, come S.007 spionaggio a Tangeri di Gregg Tallas e Operazione poker di Osvaldo Civirani, entrambi del 1965, divenendo così una delle attrici più prolifiche del decennio.
Al fianco prima di Gianni Santuccio, della cui compagnia teatrale faceva parte, e in seguito di Dino Verde, abbandonò progressivamente la carriera nel corso degli anni settanta. Recitò anche in diverse produzioni televisive, in alcuni fotoromanzi e con il nome d'arte di Liz Havilland in Sette contro tutti (1965) di Michele Lupo. Si cimentò inoltre come conduttrice per il piccolo schermo nell'autunno del 1970, presentando la rubrica riservata agli inventori L'italiano brevettato.

## Filmografia

José Greci all'epoca del debutto. Dopo l'esordio nel film Ben-Hur iniziò a recitare anche in teatro in Girotondo di Arthur Schnitzler (da Stampa Sera del 26 marzo 1959)

- La cento chilometri, regia di Giulio Petroni (1959)
- Ben-Hur, regia di William Wyler (1959) – non accreditata
- La vendetta dei barbari, regia di Giuseppe Vari (1960)
- Romolo e Remo, regia di Sergio Corbucci (1961)
- Le italiane e l'amore, regia di Carlo Musso, episodio Il matrimonio assurdo (1961)
- Il sangue e la sfida, regia di Nick Nostro (1962)
- Maciste il gladiatore più forte del mondo, regia di Michele Lupo (1962)
- Ursus gladiatore ribelle, regia di Domenico Paolella (1962)
- Le sette folgori di Assur, regia di Silvio Amadio (1962)
- Zorro e i tre moschettieri, regia di Luigi Capuano (1963)
- Maciste, l'eroe più grande del mondo, regia di Michele Lupo (1963)
- La portatrice di pane, regia di Maurice Cloche (1963)
- Golia e il cavaliere mascherato, regia di Piero Pierotti (1963)
- Maciste contro i Mongoli, regia di Domenico Paolella (1963)
- I dieci gladiatori, regia di Gianfranco Parolini (1963)
- Delitto allo specchio, regia di Jean Josipovici e Ambrogio Molteni (1964)
- Maciste nell'inferno di Gengis Khan, regia di Domenico Paolella (1964)
- Una spada per l'impero, regia di Sergio Grieco (1964)
- La vendetta dei gladiatori, regia di Luigi Capuano (1964)
- S.077 spionaggio a Tangeri, regia di Gregg Tallas (1965)
- Sette contro tutti, regia di Michele Lupo (1965)
- Operazione poker, regia di Osvaldo Civirani (1965)
- Un milione di dollari per sette assassini, regia di Umberto Lenzi (1966)
- Cifrato speciale, regia di Pino Mercanti (1966)
- Maigret a Pigalle, regia di Mario Landi (1966)
- Il cenerentolo, regia di Flaminio Bollini – film TV (1968)
- La più bella coppia del mondo, regia di Camillo Mastrocinque (1968)
- Tutto sul rosso, regia di Aldo Florio (1968)
- All'ultimo sangue, regia di Paolo Moffa (1968)
- Stasera Fernandel, regia di Camillo Mastrocinque – miniserie TV, episodio Una tranquilla villeggiatura/Le masseur (1968)
- Afyon - Oppio, regia di Ferdinando Baldi (1972)
- Catene, regia di Silvio Amadio (1974)

## Prosa televisiva Rai
- Canne al vento di Grazia Deledda, regia di Mario Landi (1958)
- Antonio e Cleopatra di William Shakespeare, regia di Franco Enriquez, trasmessa il 24 febbraio 1961.

## Doppiatrici italiane
- Luisella Visconti in Ursus gladiatore ribelle, Zorro e i tre moschettieri, La vendetta dei gladiatori
- Maria Pia Di Meo in Maciste l'eroe più grande del mondo, Un milione di dollari per sette assassini
- Rita Savagnone in Golia e il cavaliere mascherato, Maigret a Pigalle
- Rosetta Calavetta in Maciste il gladiatore più forte del mondo
- Fiorella Betti in I dieci gladiatori
- Melina Martello in Maciste nell'inferno di Gengis Khan
- Mirella Pace in Operazione poker